# 駒留八幡神社
駒留八幡神社（こまどめはちまんじんじゃ）は東京都世田谷区上馬にある神社。「上馬の駒留八幡神社」として、せたがや百景に選定されている。相殿として若宮八幡、境内社として厳島神社を祀るが、この2神には世田谷城の城主吉良頼康の側室常盤姫にまつわる伝説が存在している。

## 祭神
祭神として以下を祀っている。
- 応神天皇[1][8][9]
- 天照皇大神[1][8][9]
- 市杵島姫神[1][9]
- 倉稲魂神[1]
- 菅原道真命[1]
- 埴山毘売神[1]
- 国常立尊[1]
- 大鳥連祖神[1]
- 事代主神[1]

## 歴史
この神社は、上馬一帯（旧馬引沢村）の鎮守社である。創建の年代について、『新編武蔵国風土記稿』では「鎮坐ノ年代ソノツマビラカナルコトヲキカズ」としている
。社伝などによれば、創建は徳治年間（1306年-1307年）までさかのぼる。その頃、鎌倉幕府からこの地に所領を与えられた北条左近太郎入道成願という人物がいた。太郎入道は、所領である村の中心となる神社を建てたいとかねてから思いを抱いていた。ある夜、八幡神が太郎入道の夢枕に立ち「馬に乗ってその留まったところに儂を祀れ」と命じた。太郎入道は夢告に従って愛馬に乗り、その立ち止まったところを社地と定めたという。
江戸時代の天和年間（1681年-1684年）、当時この地を領していた大久保伊賀守が神社前の石段を寄進するために付近を掘ったところ、一寸三分（約33センチメートル）ほどの神像が現れた。神像と同時に経筒が掘り出され、その背には「西明寺時頼公守本尊経塚駒留八幡宮、北条左近太郎成願奉安鎮所、徳治三戊申年十月廿三日」と記された銅板があった。ただし、『新編武蔵国風土記稿』ではこの銅板の記述を疑い「全ク経筒ニヨリテ、後世イカニモ此本尊ノ古クヨリ建ルコトヲシラシメンガ為、イツノ比ニヤ住僧ノカク修シヲケルモノトミエタリ（後略）」と記述している。
明治期の神仏分離以前は、宗円寺（曹洞宗、上馬三丁目6番8号に現存）が別当寺を務め、神社の祭祀をこの寺院の僧侶が司っていた。宗円寺は山号を「八幡山」といい、駒込の大円寺の末寺であった。開基である心覚宗円は、過去帳によれば北条左近太郎入道成願と同一人物というが、『新編武蔵国風土記稿』はこの記述についても疑問視している。
明治期に入って、1873年（明治6年）4月に村社と定められた。1909年（明治42年）6月26日に、上馬引沢村内にあった天祖神社と厳島神社の合祀許可を受け、同年7月20日に合祀済みの届を提出した。
氏子は上馬の他、三軒茶屋（新寄、伊勢丸、四ツ字）の住民である。第2次世界大戦の前は向、東、西、三茶の4つの組織に分かれていた。大戦後は経済的に余裕のある家から総代を出し、22名いたという。

### 常盤姫伝説

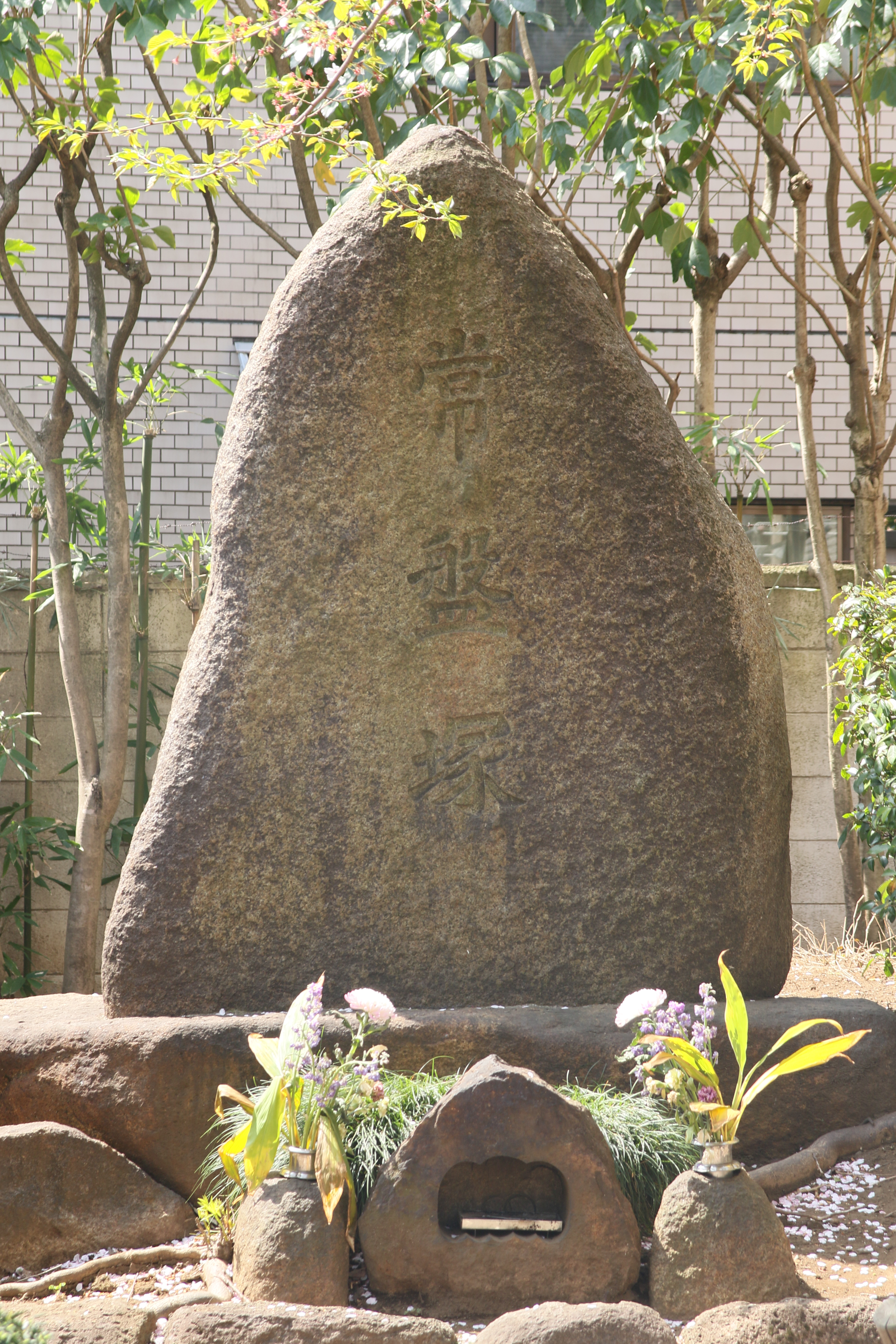
常盤塚の碑（2018年4月1日）

この神社には、相殿として若宮八幡、境内社の中に厳島神社が存在している。2社の由来について、次のような話が伝わっている。
世田谷城の領主、吉良頼康には常盤という名の側室がいた。常盤は美しいだけではなく心優しく風流を解したので、頼康の寵愛を一身に集めていた。頼康に仕えていた他の側室はこれを妬み、常盤の不義を口々に言い立てた。最初はその話を信じなかった頼康も度重なる讒言に疑念を深め、常盤を遠ざけるようになった。
常盤は命の危険を感じて世田谷城を逃れたが、この付近で自刃したとも追っ手に斬られたともいう。そのとき常盤は懐妊していたが、男児を産み落とした。後に胞衣を清水で洗うと、吉良の五七の桐の紋が現れた。頼康はそれによって常盤の無実を知り、讒言を述べた12人の側室を死罪に処した。
頼康は常盤と男児を深く悼み、男児を「若宮八幡」として駒留八幡の相殿神として祀った。常盤の霊は弁財天として祀られた。第2次世界大戦の前は境内の池の中島にあったが、後に池は埋め立てられている。
常盤姫の実在は疑われているものの、伝説には実在の地名や寺社が多く出てくるため、真実味をもって受け入れられているという。常盤の墓所といわれるのが常盤塚（上馬五丁目30番19号に現存）で、伝承文学『名残常盤記』の関連史跡として保存され、1983年（昭和58年）11月12日に世田谷区の指定史跡となった。

## 境内
境内は、交通の要所である 環状七号線（堀之内道）と 世田谷通り（大山道）の交差点の南側にある。世田谷区の保存樹林地となっている地域で、世田谷区名木百選に指定されたクロマツがある。境内は「上馬の駒留八幡神社」としてせたがや百景に選定されている。
社殿
鳥居を抜けて石段を登ると右手に社務所、正面に拝殿、その奥に本殿がある。本殿は木造八幡造である。神輿庫には1762年（宝暦12年）、1818年（文化15年）、1839年（天保10年）の銘がある、 赤坂氷川神社から寄贈された鳳輦形の大神輿が置かれている。
クロマツ
社殿の左手にある樹高22m、幹廻り2.55mのクロマツ。世田谷区名木百選に指定されている。
庚申塔
1683年（天和3年）に作られた総高70cmの庚申塔。
宗円寺開基碑
高さ103cmの碑石で宗円寺開基を記したもの。年代は不詳。区画整理の際に現在の場所に移された。
駒沢町上馬土地区劃整理碑
1940年（昭和15年）に駒沢町上馬土地区劃整理組合が、区画整理事業の完成を記念して立てたもの。

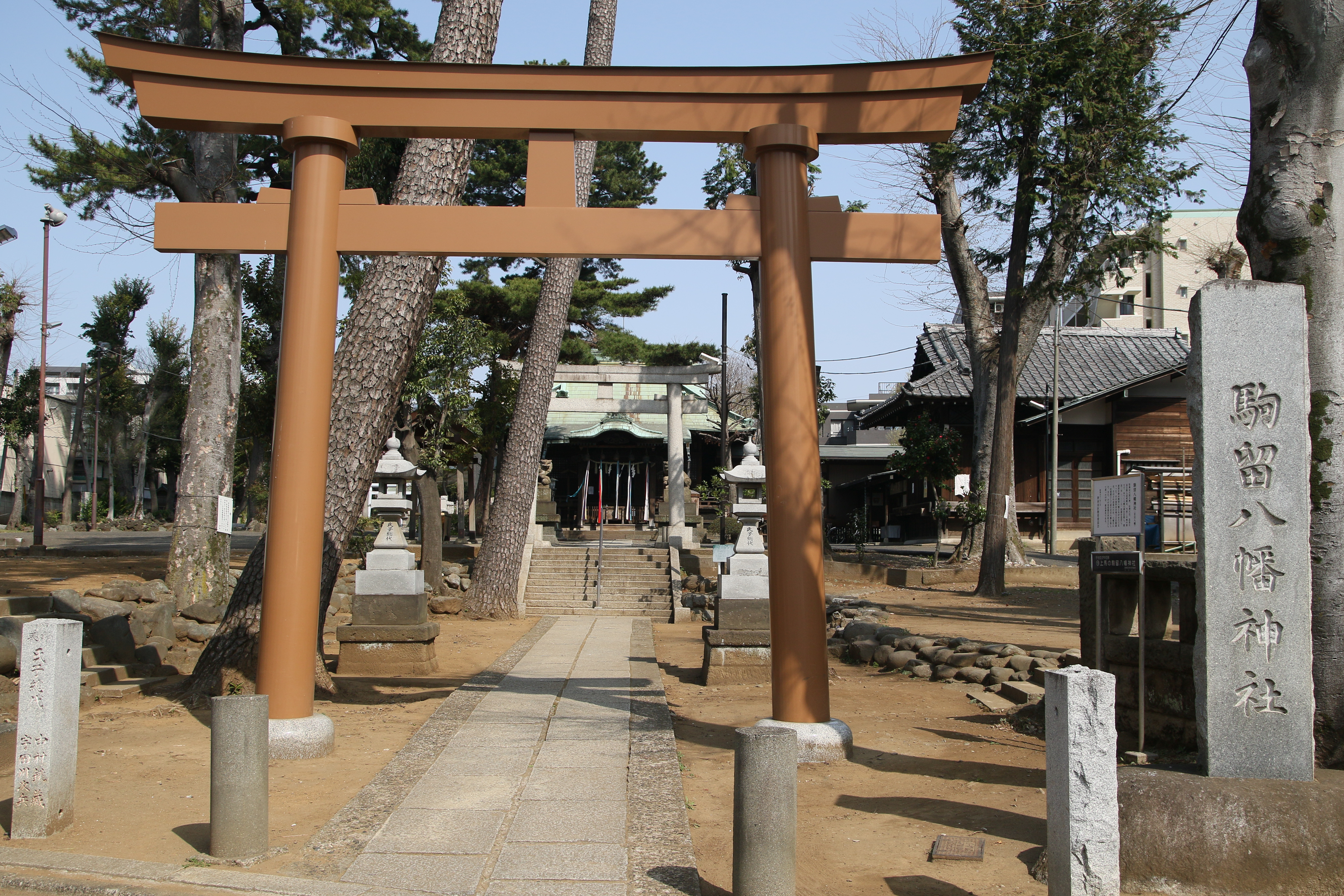
鳥居と社号標
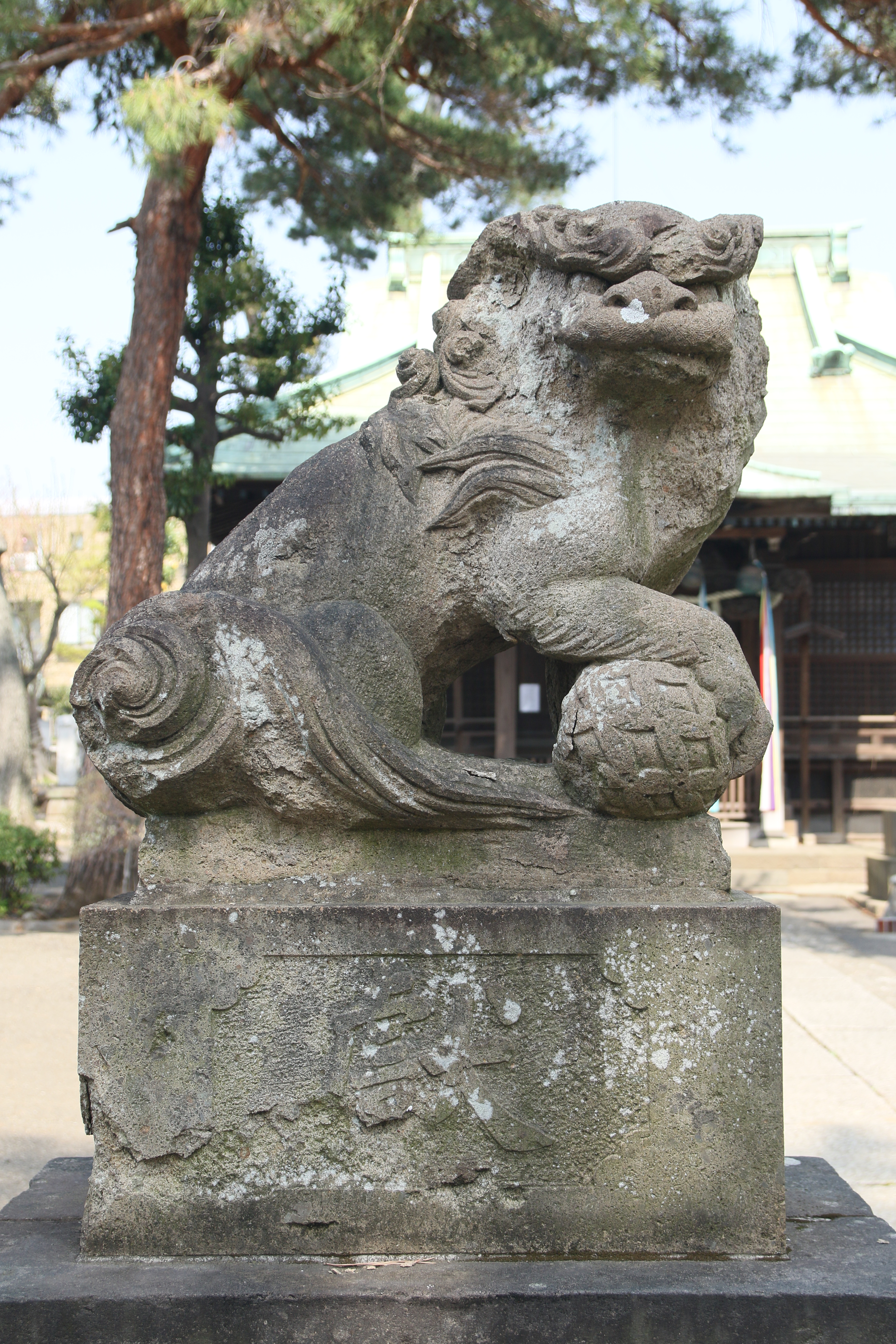
狛犬（吽形）
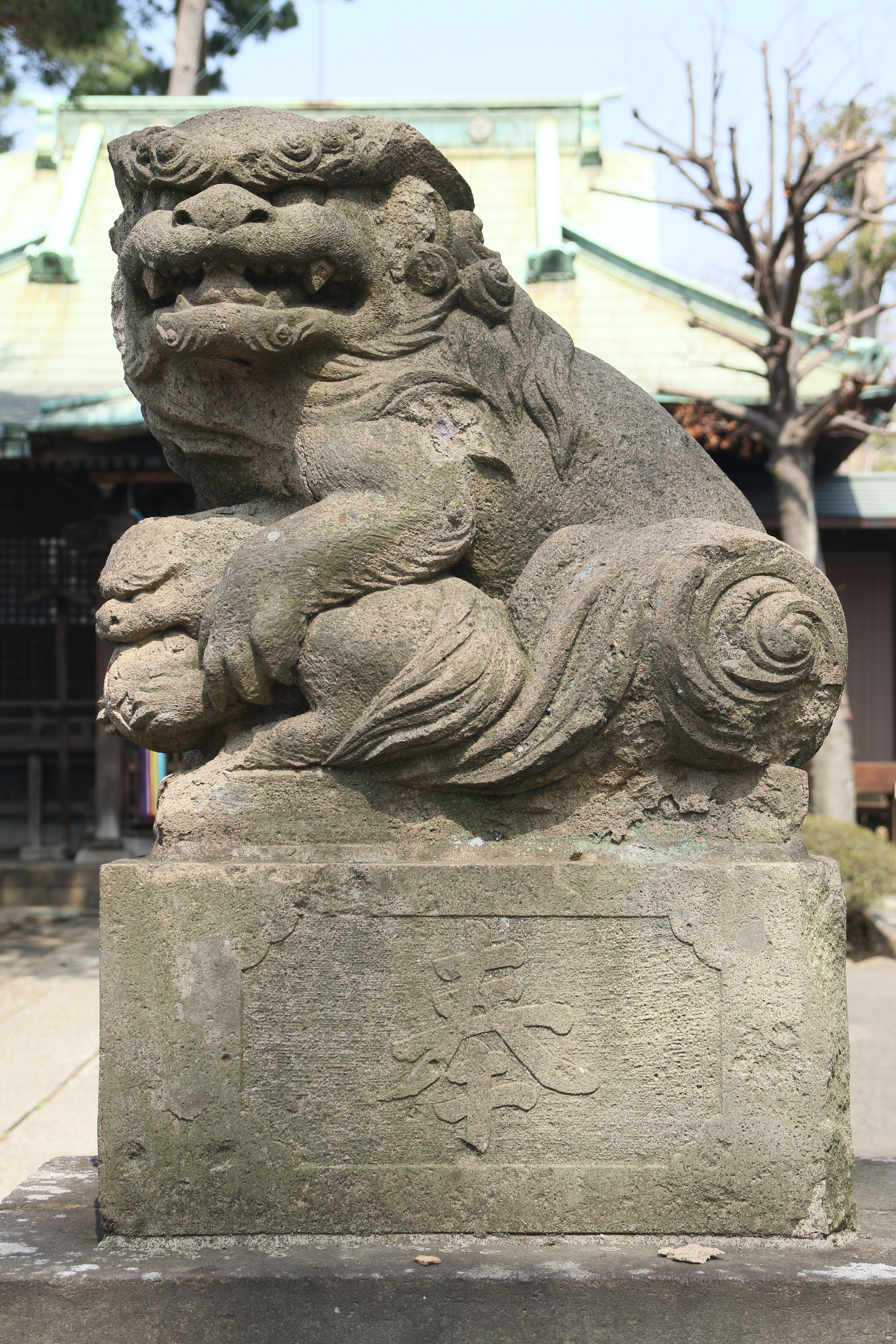
狛犬（阿形）
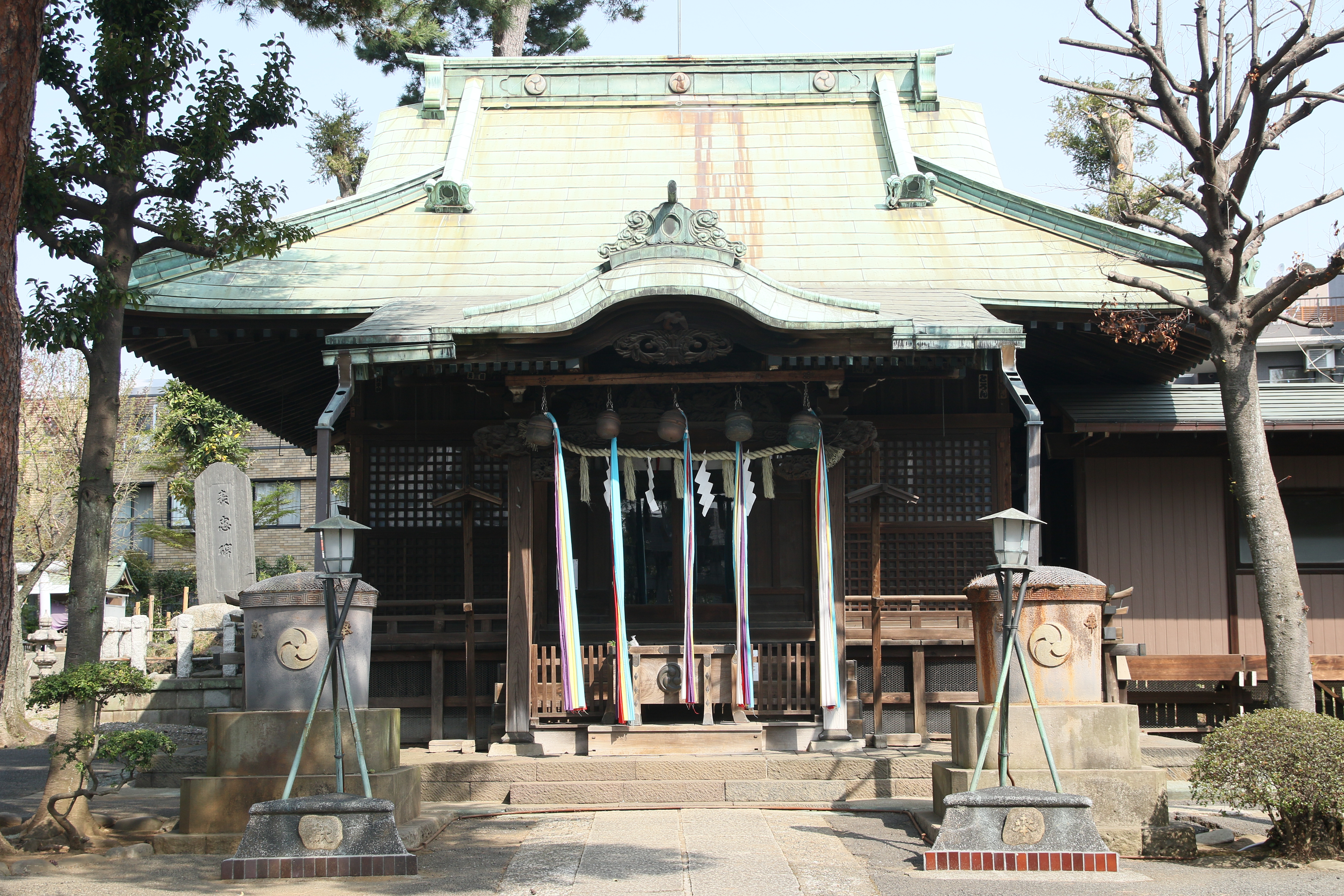
拝殿
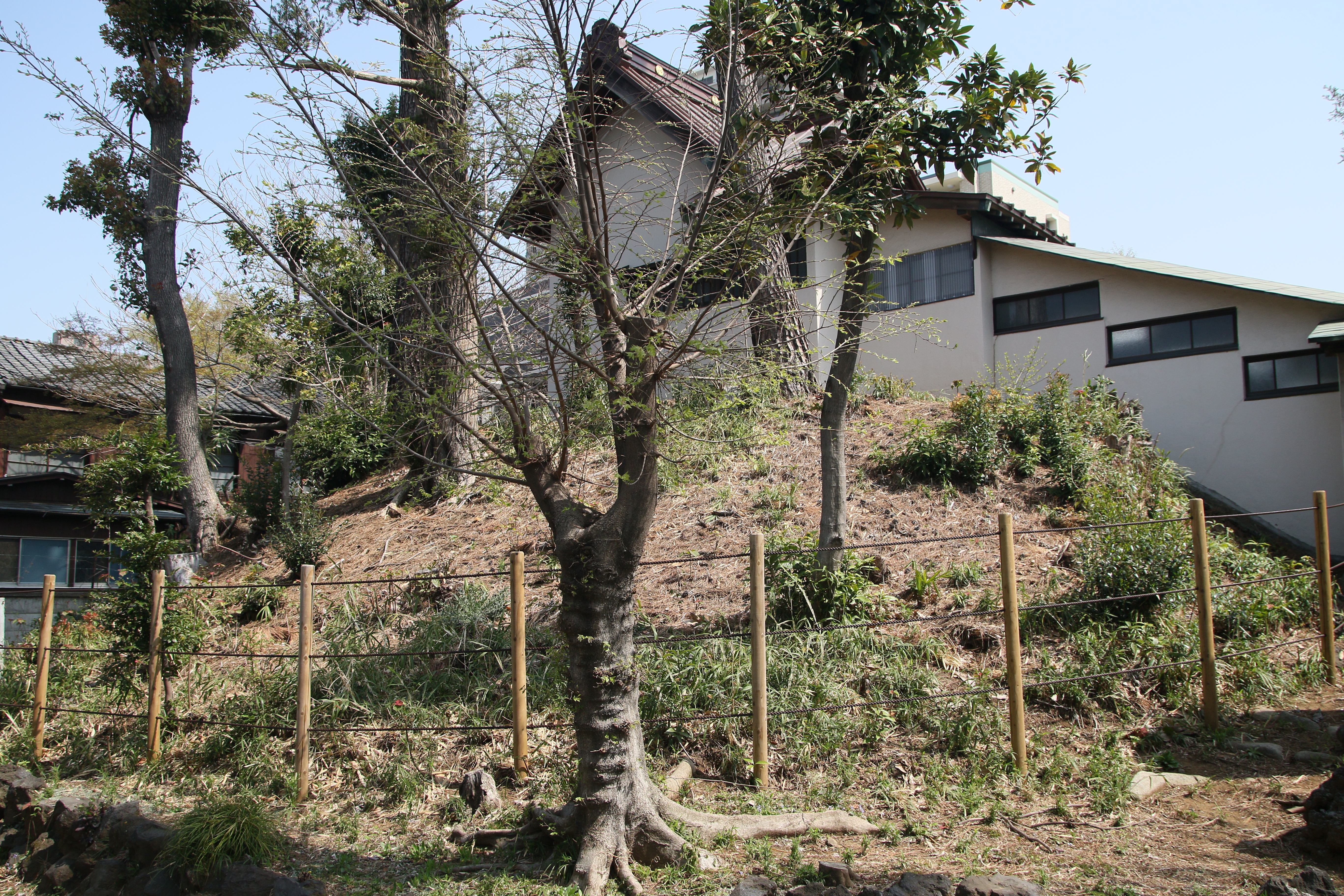
本殿
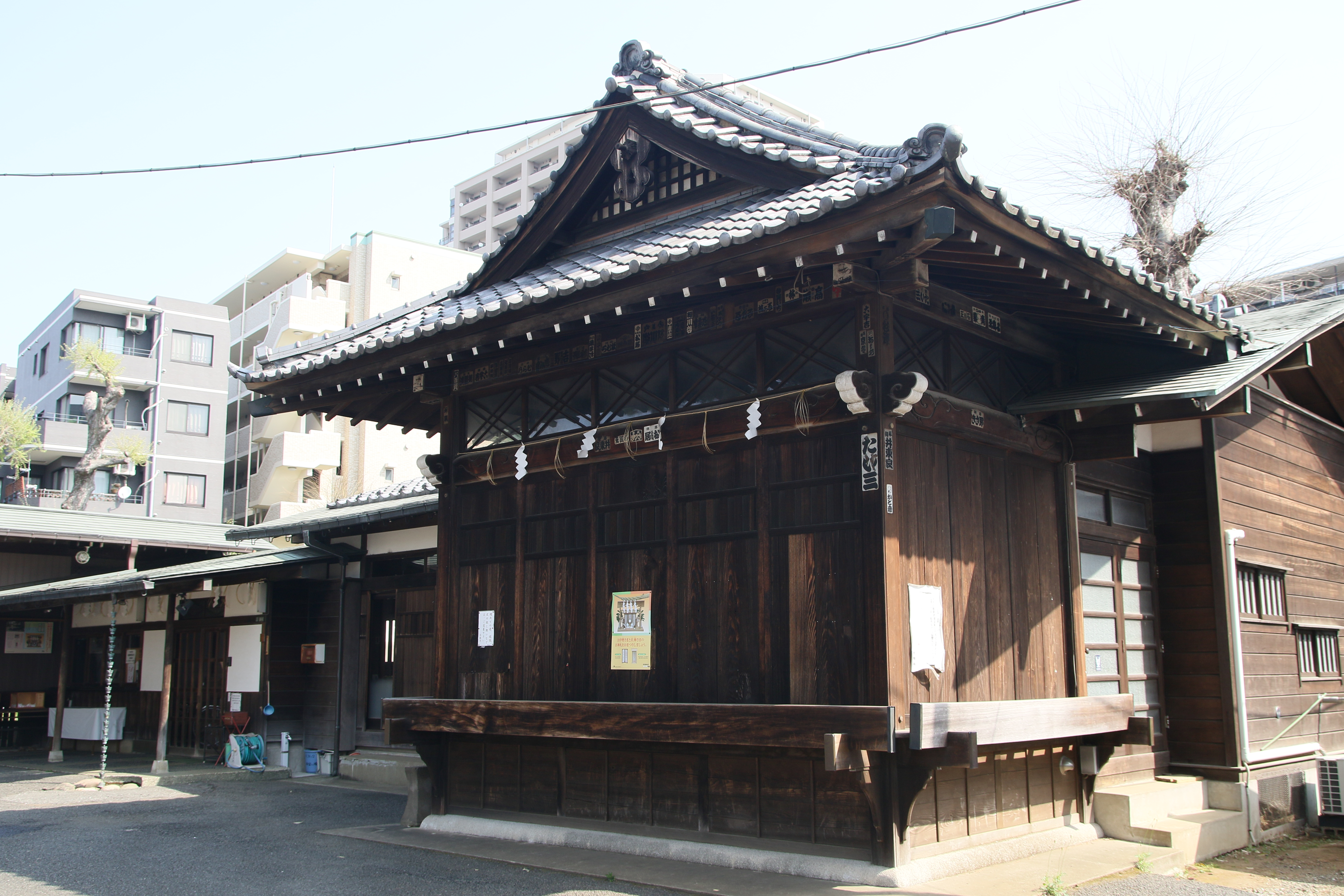
神楽殿
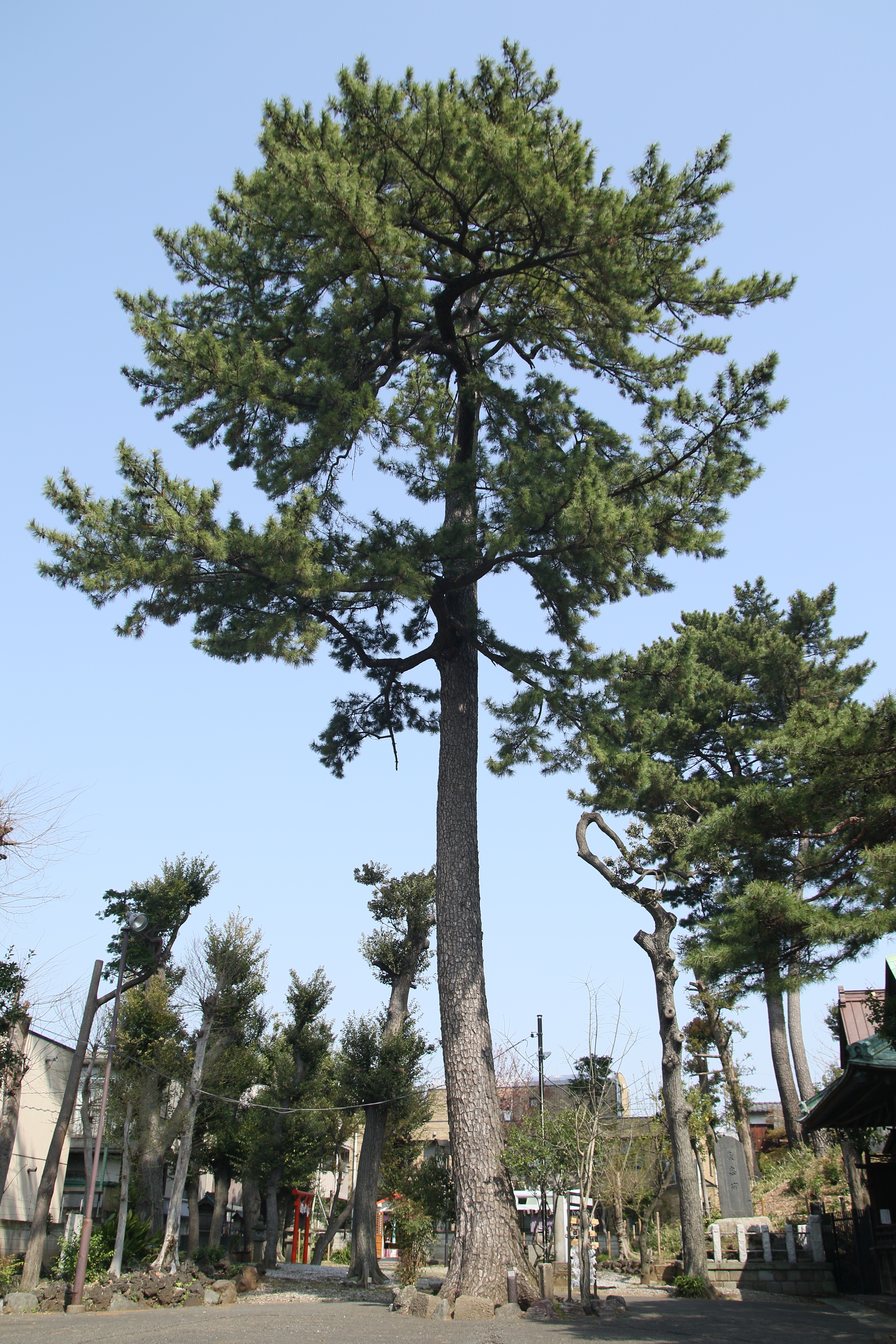
世田谷区名木百選のクロマツ
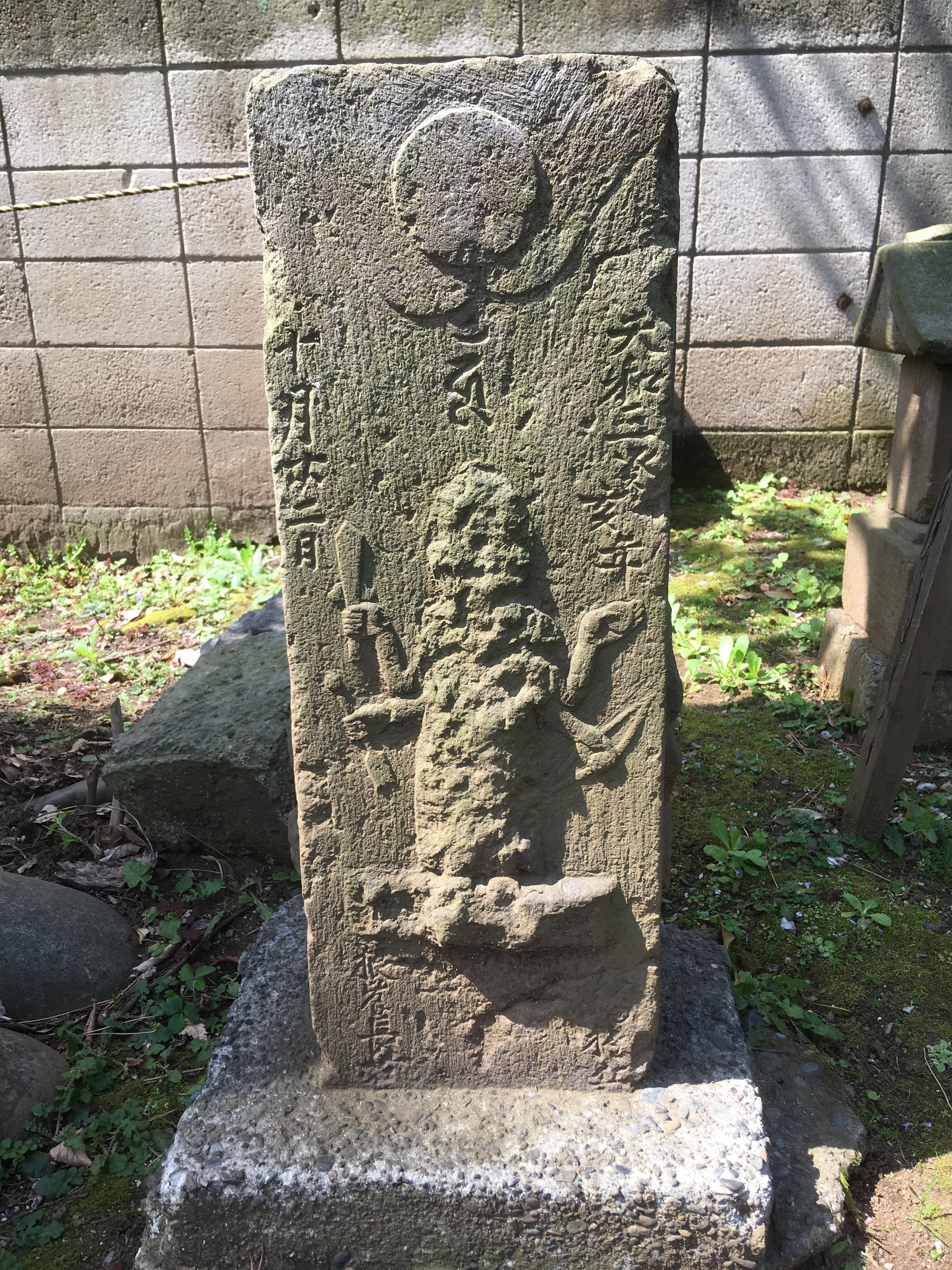
庚申塔
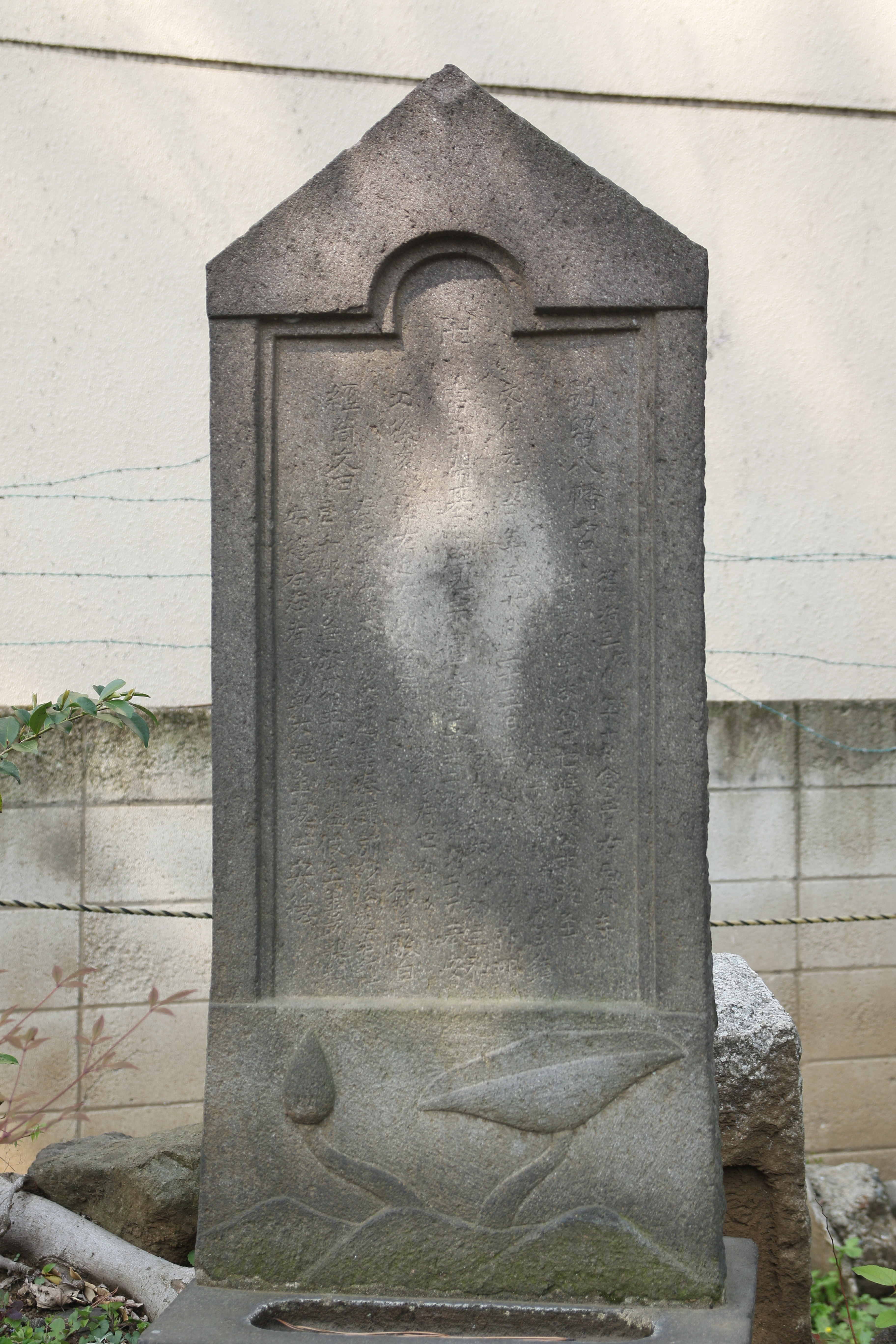
宗円寺開基碑

### 境内社
厳島神社の他に、稲荷社、鷲社、三峰社、菅原社、榛名社、御嶽社などがある。
厳島神社（常盤弁天）
常盤の霊が弁財天として祀られている。池にかかる石橋は常盤橋と呼ばれている。第2次世界大戦前までは、鳥居の前方にある現在の駐車場の位置に池があり、その中島に祀られていた。常盤が死後怨霊となって現れたため、吉良頼康が常盤の無実を認めて、精霊供養として田中弁財天を勧請して祀ったとされる。
稲荷社
昭和始めの区画整理の際に三軒茶屋にあった白井稲荷を合祀した。

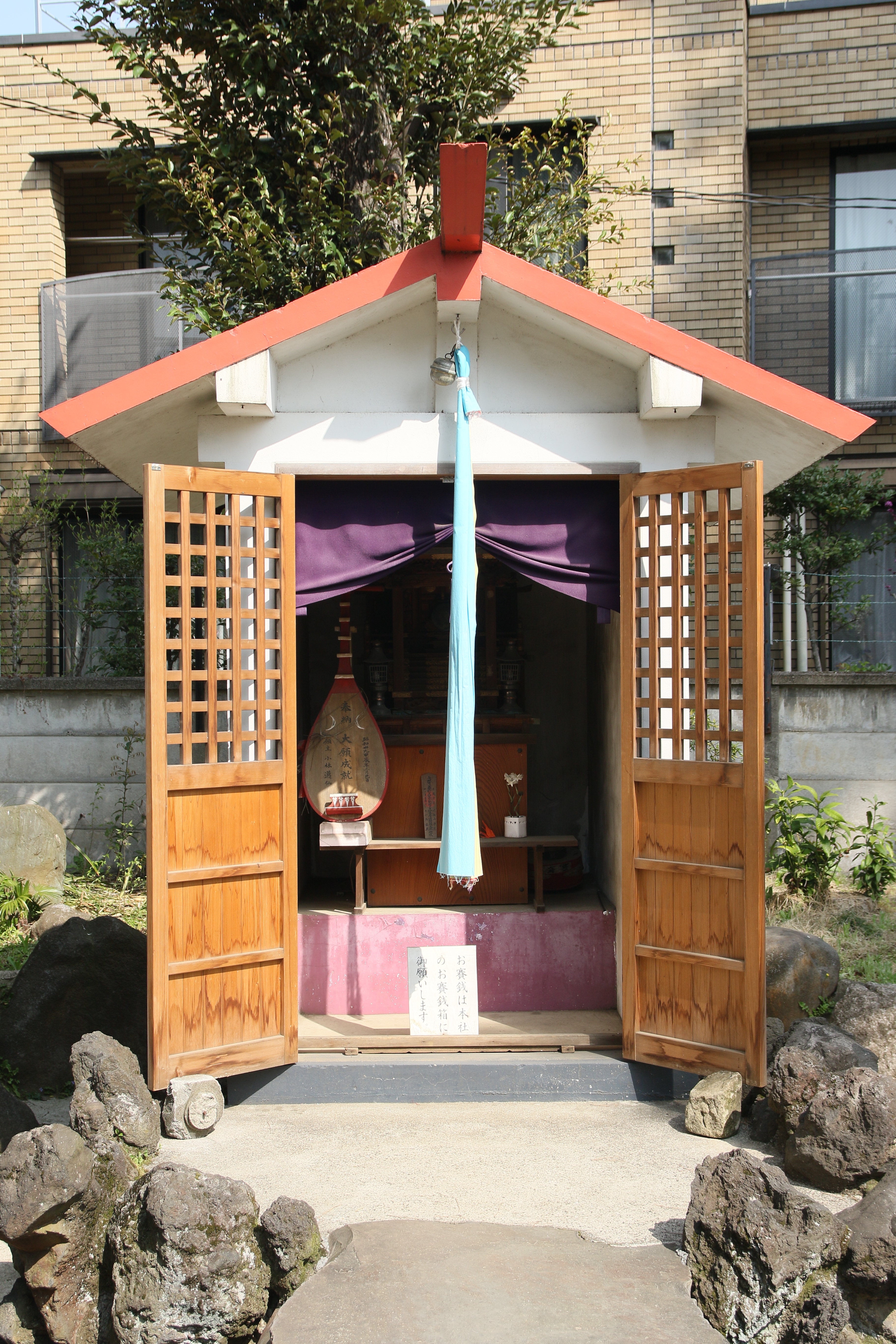
常盤弁天社
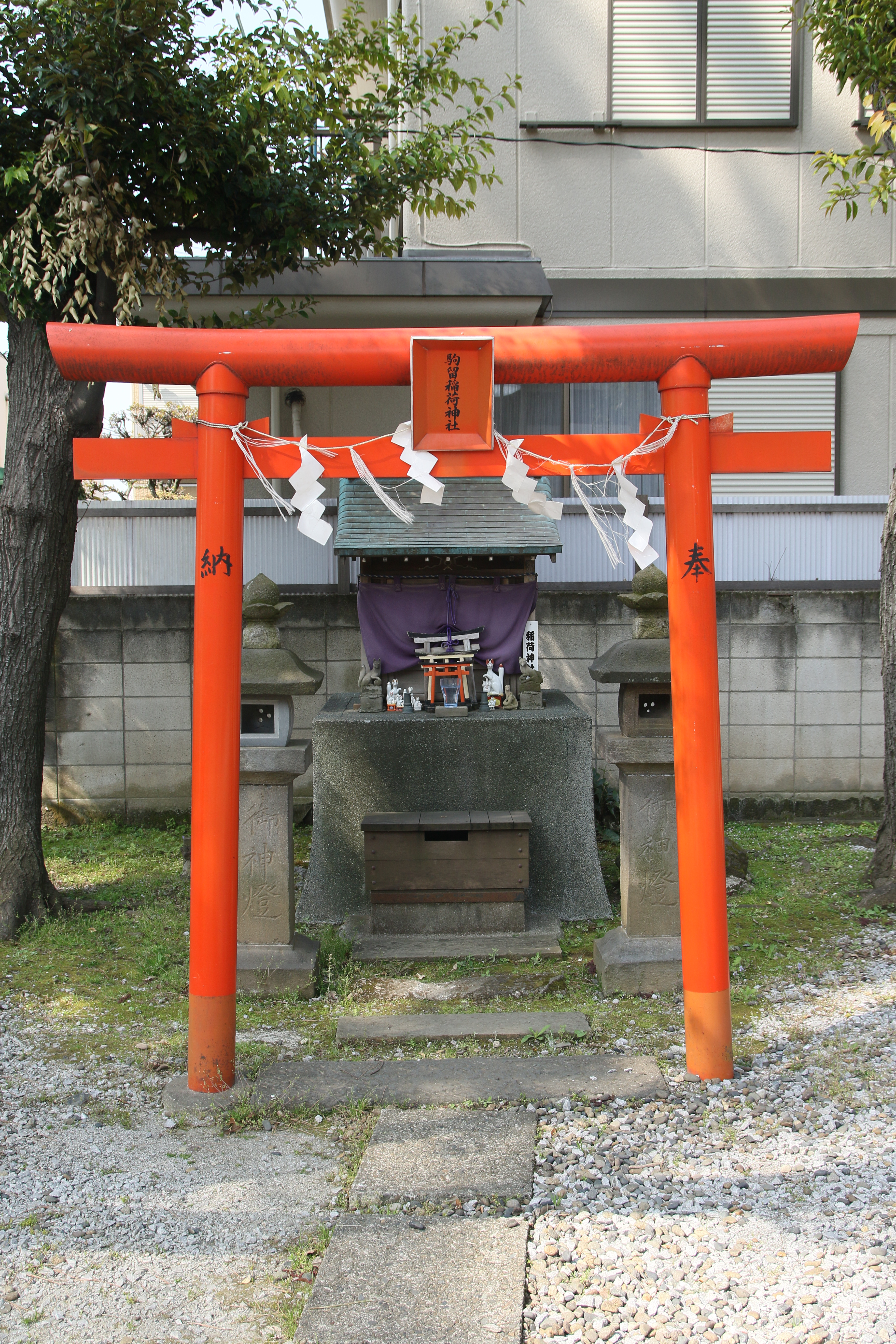
稲荷神社
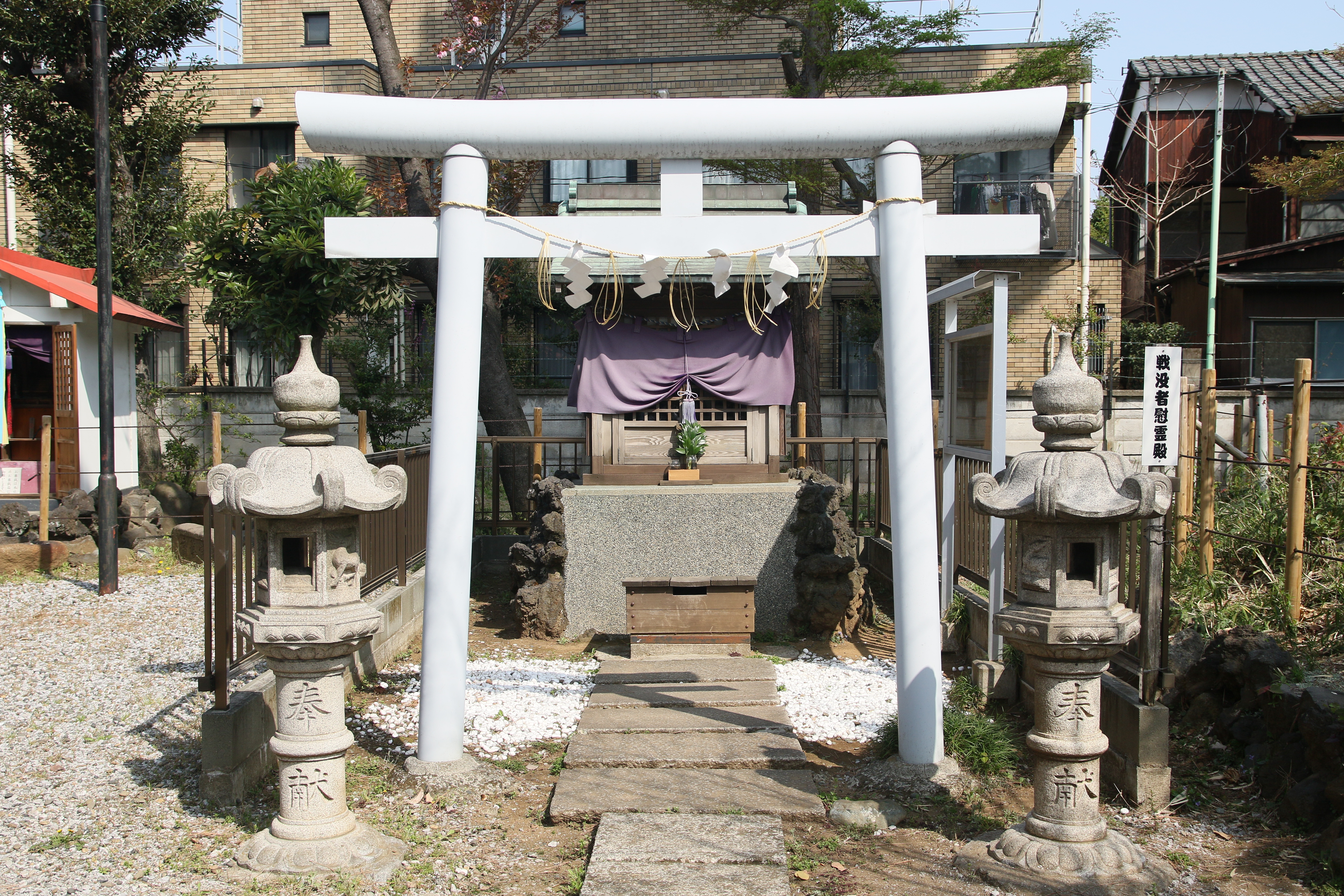
戦没者慰霊殿
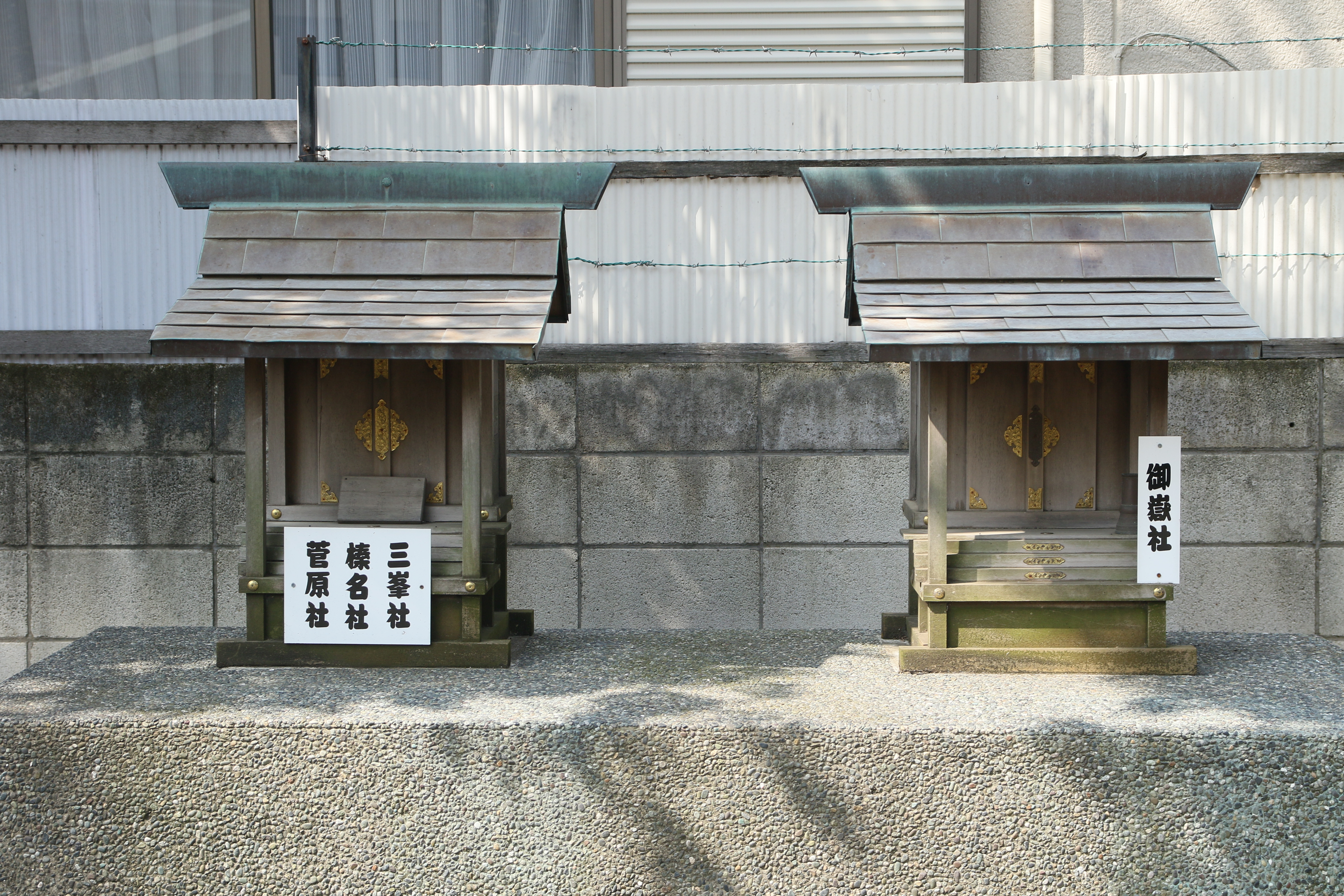
境内社

## 年中行事
- 10月の第3土曜日、日曜日 例大祭[4]

## 交通アクセス
- 鉄道
  - 東急世田谷線 若林駅 下車[1]
- バス
  - 東急・小田急バスで「若林三丁目」バス停下車 徒歩1分[1]